# San Salvador de Oña

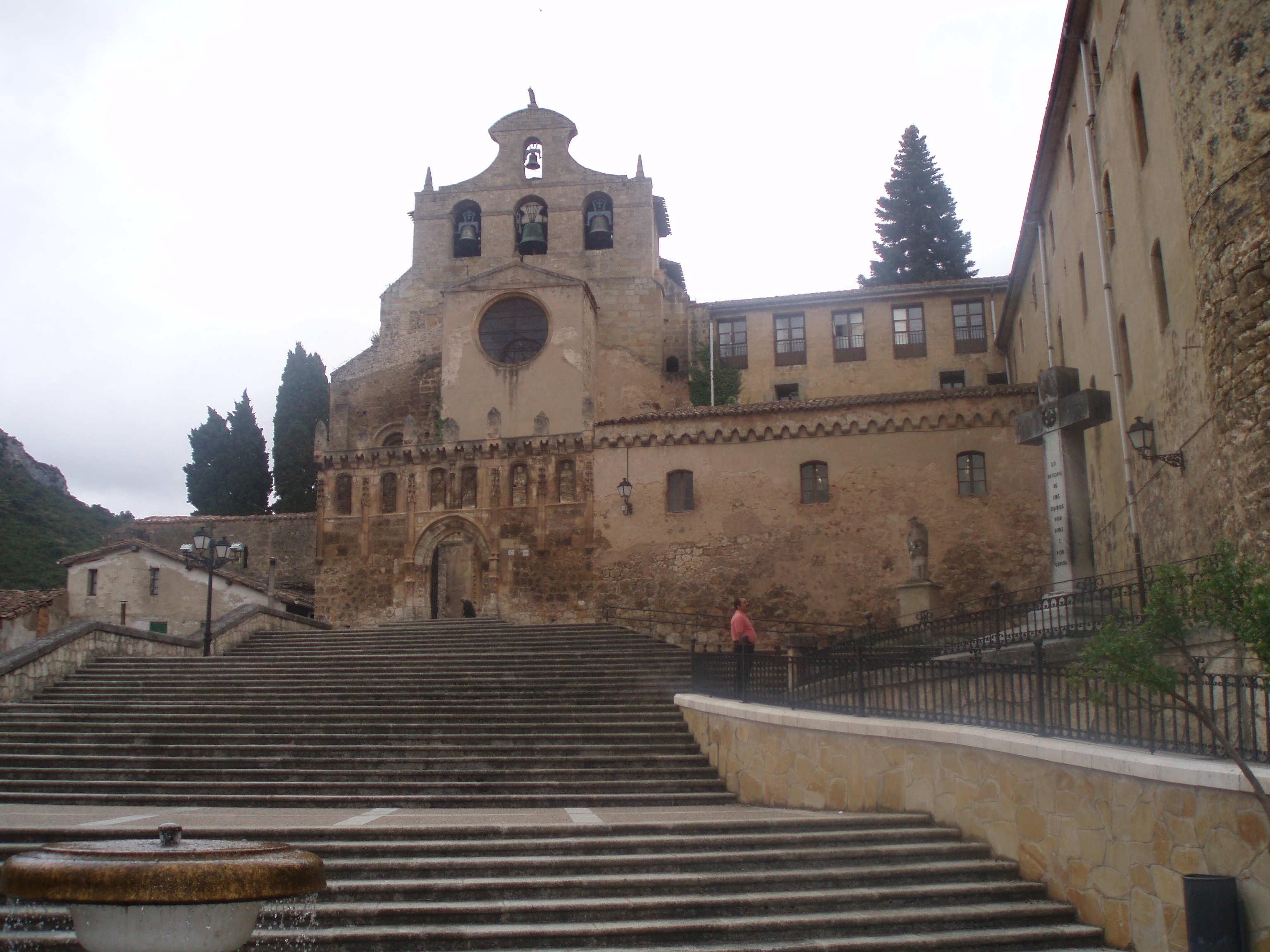
Vista exterior

El monestir de San Salvador d'Oña el trobem al poble d'Oña (província de Burgos, Castella i Lleó).

## Història
Va ser fundat l'any 1011 pel comte de Castella Sanç I Garcia de Castella, per a la seva filla Tigrídia d'Oña, com a monestir dúplice, amb monges procedents del de San Juan de Cillaperlata, i monjos del de San Salvador de Loberuela. Per escriptura atorgada el 30 de juny del 1033 pel rei Sanç III de Navarra i la seva esposa Donya Múnia de Castella, el monestir va passar a dependre únicament dels monjos cluniacencs. És a partir d'aquest moment que adquireix una desenvolupament i influència més grans, i arriben a estar sota la seva jurisdicció més de setanta monestirs i esglésies repartits geogràficament pel nord de la província de Burgos, Cantàbria i la vall del riu Pisuerga palentí.
Un nou brot de florida es produïx quan, a partir de 1506, s'integra en la Congregació Benedictina de Valladolid. La invasió francesa primer i la desamortització posterior són la causa de no poques destruccions i de l'abandó del cenobi per part de la comunitat benedictina. A partir de 1835 la seva església es converteix en parròquia de la localitat i les dependències monacals no tornaran a ser restaurades i ocupades fins a 1880, que van ser adquirides pels jesuïtes qui hi van romandre fins a 1968.
A partir d'aquesta data el complex monàstic va passar a dependre de la Diputació Provincial de Burgos com a hospital psiquiàtric.